# Yervand Gasparyan (Kapitän)
Yervand Gasparyan (armenisch Երվանդ Գասպարյան; * 1871 in Georgien; † 1946) war ein armenischer Kapitän.

## Biografie
Yervand Gasparyan wurde im Jahre 1871 in einem Dorf in Georgien geboren. Nachdem er 1888 seine Schullaufbahn abgeschlossen hatte, besuchte er 1889 die Marineschule in Poti. 1890 versuchte er, auf dem österreichischen Schiff Emma das Schwarze Meer, das Mittelmeer und den Atlantischen Ozean zu überqueren. 1894 wurde er zum Kapitän des Schiffes Zifris ernannt. Er beteiligte sich an einer griechischen Rebellion gegen die osmanische Herrschaft über die Insel Kreta, indem er Waffen und armenische Freiwillige auf die Insel beförderte, welche sich an den Kämpfen gegen die Osmanen beteiligten. Für seine Beteiligung an der Rebellion wurde er daraufhin in Istanbul verhaftet. Die Osmanen betrachteten eine Exekution allerdings als zu human und entschlossen sich deshalb dazu, ihn in einem verlassenen Kloster in den Bergen an Felsen zu ketten. Im Glauben, dass er bald sterben würde, ließen sie ihn dort allein zurück. Zu seinem Glück wurde Gasparyan jedoch von einer Gruppe von Kurden gefunden, welche ihn von seinen Fesseln befreiten und nach Venedig brachten. Daraufhin verbrachte er einige Jahre auf der Insel San Lazzaro degli Armeni, wo er, unter der Führung der Mechitaristen, seine Fertigkeiten als Seemann und Navigator verbesserte. Als Gasparyan nach Russland zurückkehrte, ernannte man ihn zum Kapitän des Dampfschiffes Borjom. Während des Ersten Weltkrieges beteiligte er sich an mehreren Gefechten der russischen Flotte gegen deutsche Streitkräfte und nahm unter anderem an der Verteidigung Odessas teil. Zudem diente er während des Russischen Bürgerkrieges.
Nach der Etablierung der Sowjetrepublik Armenien siedelte Gasparyan nach Armenien über und begann mit der Organisation einer Handels- und Transportflotte im Sewansee. Das erste durch seine Bemühungen auf See gebrachte Schiff wurde Lukashin getauft, zu Ehren des sowjetisch-armenischen Politikers Sargis Lukashin. Gasparyan bemühte sich zudem, jungen Männern aus den umliegenden Dörfern das Seemannshandwerk näherzubringen. Des Weiteren umfassten seine Pläne die Verbindung des gesamten Sewansees durch Frachtschiffe, den Aufbau einer Forschungseinrichtung und eines Hotels auf der Sewaninsel, die Gründung einer Konservenfabrik und die Ausweitung des Forellenfangs der Region. Seine Unternehmungen wirkten anfangs zwar äußerst gewagt, doch schließlich wurden durch ihn unter anderem Häfen, Warenhäuser, Tavernen, Rettungsstationen, Fischfarmen und eine Molkerei in der Region errichtet.
1929 ergatterte Gasparyan in Astrachan die Schiffe Tatiana und Aida, in den kommenden Jahren sollten noch zahlreiche weitere Motorboote und Frachtschiffe folgen. Gasparyans Dienste wurden von vielen Politikern der Sowjetrepublik Armenien hervorgehoben und wertgeschätzt. 
Im Jahre 1946 verstarb Kapitän Yervand Gasparyan im Alter von 75 Jahren.

## Bücher über Yervand Gasparyan
Die sowjetische Schriftstellerin Marietta Sergejewna Schaginjan schrieb in ihrem Roman Das Wasserkraftwerk, für welchen ihr der Stalinpreis verliehen wurde, über Gasparyan.

## Preise und Auszeichnungen
- Im Jahre 1923 wurde er mit dem Titel „Held der Arbeit“ ausgezeichnet.